# IC 2071
IC 2071 — галактика типу S/P (спіральна галактика) у сузір'ї Золота Риба.
Цей об'єкт міститься в оригінальній редакції індексного каталогу.